# Claus Stolley
Claus Stolley (* 6. September 1898 in Fockbek; † 16. Juni 1965 in Rendsburg) war ein deutscher Maler. 
Während seine Geschwister in der heimischen Landwirtschaft (Hohner Str. 14) blieben, begann Stolley eine Lehrerausbildung in Rendsburg und Husum und später auf der Kunstgewerbeschule in Kiel. Als sich bei dem Zwanzigjährigen ein Talent zum Zeichnen und Malen herauskristallisierte, wurde ihm durch öffentliche und private Unterstützung eine reguläre künstlerische Ausbildung an den Kunstakademien in Berlin und Köln ermöglicht.
Ab 1925 arbeitete er in Kiel als Lehrer und Kunsterzieher und wohnte  nahe der Werft in Kiel-Ellerbek. Er begann mit früheren Porträts sowie Pflanzen- und Blütenzeichnungen. Als Pädagoge hatte er große Ausstrahlungskraft aber spürte um 1930, dass seine Zukunft im künstlerischen Bereich liegt. Der Maler Ernst Barlach hatte sein Talent schon 1929 erkannt. Vielfach malte er den jungen Carsten Petersen, den Nachbarn Claas und die alte Nachbarin Suhr. Starken Ausdruck fand er auch als Blumenmaler.
1965 erkrankte er auf einer Studienreise in Kopenhagen, verstarb nach wenigen Tagen im Krankenhaus in Rendsburg und wurde auf dem Friedhof in Fockbek beigesetzt. Dort ist ein Weg zwischen Mirower Ring und Im Sande nach ihm benannt. Wie schon 1956 bestimmt war, nahm der Lindenbrunner Freundeskreis sein künstlerisches Werk an sich, um seinen letzten Willen zu erfüllen. Darum sind auch seine Bilder seit seinem Tode auf dem Kunstmarkt nicht mehr zu kaufen.